# Ferme de Grandval
La ferme de Grandval est une ferme située à Saint-Trivier-de-Courtes, en France.

## Localisation
La ferme est située dans le département français de l'Ain, sur la commune de Saint-Trivier-de-Courtes, dans le hameau éponyme.

## Description
La ferme est constituée d'un ensemble de bâtiments. Parmi eux, le principal possède une cheminée sarrasine avec une mitre d'inspiration romane, et, comme la plus grande partie des fermes de l'Ain, son toit est faiblement incliné.

## Historique
La construction de la ferme a eu lieu au début du XVIe siècle. La cheminée est datée précisément de 1503.
L'édifice en entier est classé au titre des monuments historiques en 1981, mais la cheminée l'était déjà depuis 1925.